# Chassal
Chassal is een plaats en voormalige gemeente in het Franse departement Jura in de regio Bourgogne-Franche-Comté en telt 509 inwoners (1999). De plaats maakt deel uit van het arrondissement Saint-Claude.

## Geschiedenis
Chassal is op 1 januari 2019 gefuseerd met de gemeente Molinges tot de gemeente Chassal-Molinges. 

## Geografie
De oppervlakte van Chassal bedraagt 5,2 km², de bevolkingsdichtheid is 97,9 inwoners per km².
De onderstaande kaart toont de ligging van Chassal met de belangrijkste infrastructuur en aangrenzende gemeenten.

## Demografie
Onderstaande figuur toont het verloop van het inwonertal.